# Boophis andreonei
A Boophis andreonei a kétéltűek (Amphibia) osztályába, a békák (Anura) rendjébe és az aranybékafélék (Mantellidae) családjába tartozó faj. Nevét Franco Andreone olasz zoológus tiszteletére kapta, aki a Boophis nem több faját leírta,

## Előfordulása
A faj Madagaszkár endemikus faja. Az ország északi részén, Antsiranana tartományban, 200–1100 méteres magasságon él. Természetes élőhelye szubtrópusi vagy trópusi párás síkvidéki és hegyvidéki erdők, folyók. Élőhelyének elvesztése fenyegeti. 

## Megjelenése
Fákon élő, Közepes méretű békafaj. A hímek mérete 31–33 mm, a nőstényeké nem ismert. Háta zöld, melyet sötétzöld pettyek tarkítanak. Hasa fehéres színű. Torka és végtagjainak belső oldala zöldeskék. 